# Бурнхаупт ле Бас
Бурнхаупт ле Бас (фр. Burnhaupt-le-Bas) насеље је и општина у источној Француској у региону Алзас, у департману Горња Рајна која припада префектури Тан.
По подацима из 2011. године у општини је живело 1827 становника, а густина насељености је износила 155,23 становника/km². Општина се простире на површини од 11,77 km². Налази се на средњој надморској висини од 300 метара (максималној 330 m, а минималној 279 m).

## Демографија
| 1962. | 1968. | 1975. | 1982. | 1990. | 1999. | 2011. |
| ----- | ----- | ----- | ----- | ----- | ----- | ----- |
| 759   | 778   | 870   | 894   | 1.018 | 1.187 | 1.827 |

График промене броја становника у току последњих година